# Mylène Farmer En concert
En Concert är Mylène Farmers första livekonsert. Många fans tycker denna konsert är hennes bästa och med mest live-känsla. Konserten finns både som dubbel cd och i vhs-format. Ej officiella DivX-versioner av vhs-videon finns i cirkulation ute på nätet.

## Låtlista
1. Prologue
2. L'Horloge
3. Plus grandir
4. Sans logique
5. Maman a torrt
6. Déshabillez-moi
7. Puisque
8. Pourvu qu'elles soient douces
9. Allan
10. A quoi je sers...
11. Sans contrefaçon
12. Jardin de Vienne
13. Tristana
14. Ainsi soit-je
15. Libertine
16. Mouvements de lune (part.1)
17. Je voudrais tant que tu comprennes
18. Mouvements de lune (part.2)